# Barco N.V
Barco N.V é uma empresa de eletrônicos belga fundada em 1934 e que fabrica projetores, telas de LED, Video walls, monitores de computador, aparelhos de iluminação, equipamentos médicos e softwares para Processamento de imagem.
A companhia tem instalações de pesquisa e desenvolvimento e fabricas na Europa, Oriente Médio, África, Américas e Ásia-Pacífico.

## História
Barco é um acrônimo que originalmente significava Belgian American Radio Corporation, A Barco foi fundada em 1934 por Lucien Depuydt.
Em 1949, a Barco iniciou sua trajetória no campo da visualização ao lançar uma televisão compatível com múltiplos padrões de transmissão. Situada estrategicamente em uma região onde diferentes sistemas de sinal se sobrepunham, a empresa rapidamente se destacou como referência nesse segmento. Em 1967, a Barco tornou-se uma das primeiras companhias europeias a apresentar a televisão em cores.
A partir desse período, a Barco expandiu sua atuação para diversas outras áreas, incluindo a fabricação de peças mecânicas para aplicações industriais e sistemas de monitoramento para controle de qualidade nas indústrias têxtil e de plásticos. No mesmo ano de 1967, destacou-se novamente ao ser a primeira fabricante europeia a desenvolver televisores portáteis utilizando transistores.
Em 1979, a empresa deu início à sua atuação no setor de projeção, destacando-se por introduzir soluções inovadoras com tubo de raios catódicos (CRT) para uso em aeronaves, o que marcou sua entrada definitiva nesse mercado. Nos anos seguintes, a Barco passou a concentrar seus esforços exclusivamente em nichos profissionais.
Na metade da década de 1980, a Barco tornou-se fornecedora principal de tecnologia de projeção para grandes nomes da computação, como IBM, Apple e Hewlett-Packard, contribuindo para definir novos padrões no setor. No fnal dos anos 1980, passou a ser uma empresa de capital aberto. Em 1991, já detinha uma impressionante fatia de 75% do mercado de projeção gráfica, com filiais estabelecidas globalmente, incluindo sedes regionais nos Estados Unidos e na Ásia Oriental.
Durante os anos 1990 e a década de 2000, a Barco desenvolveu novos produtos de tecnologias de visualização, como os monitores de cristal líquido (LCD), LEDs, a tecnologia DLP da  companhia estaduninese Texas Instruments e, posteriormente, LCoS (cristal líquido sobre silício). Sua presença internacional passou a abranger diversos setores, entre eles entretenimento, vigilância, diagnóstico médico, tecnologia aeronáutica, defesa, realidade virtual e 3D, cinema digital, controle de tráfego, transmissões profissionais e simulações de treinamento.
Em janeiro de 2004, a Barco adquiriu a Folsom Imaging de Rancho Cordova, na Califórnia e que fabrica switchs.
Em fevereiro de 2015, a divisão de Defesa e Aeroespacial da Barco foi vendida para a empresa norte americana Esterline Technologies Corporation por 150 milhões de euros.

## Produtos

### Divisão de Saúde
- Monitores médicos, incluindo:[8]
  - Radiologia[8]
  - Odontologia[8]
  - Cirurgia[8]
  - Revisão clínica[8]
  - Patologia digital[8]
- Software de saúde[8]
- Soluções médicas personalizadas[8]
- Controladores de monitores médicos[8]
- Soluções digitais para salas de cirurgia[8]
- Gerenciamento de dispositivos médicos[8]
- Colaboração cirúrgica[8]

### Divisão de soluções empresariais
- Video wall[8]
  - Retroprojeção[8]
  - LED[8]
  - LCD[8]
- Controladores de parede de vídeo[8]
- Sistemas de conferência e apresentação sem fio[8]
- Barras de vídeo para colaboração sem fio[8]

### Divisão de Entretenimento
- Projetores[8]
  - Projetores de cinema[8]
  - Projetores residenciais[8]
  - Projetores de simulação[8]
  - Instalação[8]
  - Aluguel[8]
- Sistemas imersivos[8]
  - Powerwalls[8]
  - Telas[8]
  - CAVE (Cave Automatic Virtual Environment)[8]
- Software de sala de controle:[8]
  - Barco CTRL[8]
  - OpSpace[8]
  - transForm N[8]
- Telas de cinema[8]
- Servidores de mídia[8]
- Produtos de áudio[8]
- Atualização de luz laser[8]
- Produtos de processamento de imagem[8]
- Comutadores de apresentação[8]
  - Gerenciamento de tela[8]